# 斯特里蒙军区
斯特里蒙军区（希臘語：θέμα Στρυμόνος）是拜占庭帝国位于希腊马其顿的一个军区，首府为塞雷斯。其大约在9世纪中期至晚期建立，后多次拆分或与邻近军区合并。

## 位置
军区位于斯特里蒙河及奈斯托斯河之间，被罗多彼山脉及爱琴海所裹挟。该地区的战略意义颇为重要。不仅因为其扼守着斯拉夫人占据主导地位的巴尔干半岛内部至马其顿沿海平原之间的山口，还因为连接色雷斯与帝国第二大城市塞萨洛尼基的埃格纳提亚大道贯穿此地。从7世纪后期开始，该地区主要定居者成为斯拉夫人，至少在11世纪之前，该地区一直存在着着大量的斯拉夫人。军区的主要城市有塞雷斯、腓立比、克里斯托波利斯与克里索波利斯，最初可能还包括斯特里蒙东部的克桑西与莫西诺波利斯。

## 历史
8世纪时，斯特里蒙为马其顿军区下的一个要冲区。其设立为独立军区的确切时间尚不清楚，但或许可以追溯到9世纪上半叶。懺悔者狄奧法內斯于809年的一篇文章表明其当时就已经存在，但其官员并未收录进约842年的《乌斯宾斯基职官表》。斯特里蒙的将军于899年的《瓊筵序次》中首次出现，尽管在9世纪的第二个四分之一就有许多“执政官”或“将军”的印信。除此之外，塞雷斯主教大约在同一时期被升为大主教，可能是此地成为军区首府的迹象。一些作家，如保羅·勒默爾认为其创建于840年代末，塞奥克提斯托斯的反斯拉夫运动时期；但历史学家沃伦·崔德戈德认为其在大约896年成为一个完整的军区，以应对保加利亚沙皇西美昂一世的威胁。
10世纪晚期，军区被拆分为两部分：克里修巴或克里萨巴（Χρυσεύβα/Χρυσάβα），以及新斯特里蒙（Νέος Στρυμών）。后者只能通过约975年的《拜占庭百官志》得知。尼古拉斯·依科诺米狄斯认为其包括原军区在奈斯托斯河以东的部分，这里后来成为独立的波列纶军区；或者是沿着斯特里蒙河上游的北部，约翰一世于971年征服保加利亚获得的领土。到了10世纪末期，斯特里蒙与塞萨洛尼基，可能还包括德鲁古比泰合并，11世纪又与波列纶军区合并。
军区一直存续至1204年第四次十字军东征，拜占庭帝国被拉丁人攻陷之时，此后成为短命的拉丁萨洛尼卡王国之领土。1246年，尼西亚帝国皇帝约翰三世占领了马其顿，军区被重新设立为单独的省份。但在14世纪，斯特里蒙军区又与波列纶及塞萨洛尼基等军区，或“塞雷斯与斯特里蒙”军区合并。1340年代拜占庭内战期间，塞尔维亚帝国将其征服，斯特里蒙军区自此消失。

### 脚注
1. 1 2  Fine 1991，第83頁.
2. ↑  Obolensky 1974，第77–78頁.
3. 1 2 3 4 5 6  Kazhdan 1991，第1968頁.
4. ↑  Obolensky 1974，第78頁.
5. ↑  Pertusi 1952，第166–167頁; Treadgold 1995，第33, 76頁.
6. 1 2 3  Nesbitt & Oikonomides 1991，第104頁.
7. ↑  Pertusi 1952，第166頁.
8. ↑  Treadgold 1995，第33, 36, 67頁.
9. ↑  Oikonomides 1972，第357頁.
10. ↑  Bartusis 1997，第68頁.

### 书籍
- Bartusis, Mark C. . Philadelphia, Pennsylvania: University of Pennsylvania Press. 1997  [2019-09-21]. ISBN 0-8122-1620-2. （原始内容存档于2019-06-05）.
- Fine, John Van Antwerp. . Ann Arbor, Michigan: University of Michigan Press. 1991  [2019-09-21]. ISBN 978-0-472-08149-3. （原始内容存档于2019-04-04）.
- Kazhdan, Alexander Petrovich (编). . New York, New York and Oxford, United Kingdom: Oxford University Press. 1991. ISBN 978-0-19-504652-6.
- Nesbitt, John W.; Oikonomides, Nicolas (编). . Washington, District of Columbia: Dumbarton Oaks Research Library and Collection. 1991  [2019-09-21]. ISBN 0-88402-194-7. （原始内容存档于2019-06-11）.
- Obolensky, Dimitri. . London: Cardinal. 1974 [1971]  [2019-09-21]. （原始内容存档于2020-07-27）.
- Oikonomides, Nicolas. . Paris, France: Editions du Centre National de la Recherche Scientifique. 1972  [2019-09-21]. （原始内容存档于2020-06-26） （法语）.
- Pertusi, A. . Rome, Italy: Biblioteca Apostolica Vaticana. 1952 （意大利语）.
- Treadgold, Warren T. . Stanford, California: Stanford University Press. 1995  [2019-09-21]. ISBN 0-8047-3163-2. （原始内容存档于2020-06-01）.